# Les Turlupins
Pour plus de détails, voir Fiche technique et Distribution.
Les Turlupins est un film français réalisé par Bernard Revon, sorti en 1980.

## Synopsis
Dans un collège pour garçons en 1942 sous l'Occupation, les pensionnaires ignorent la guerre. Pour Bernard, aidé par son ami Didier, c'est la découverte de l'amour avec Marie-Hélène qui va marquer cette période.

## Fiche technique
- Titre : Les Turlupins
- Réalisation : Bernard Revon
- Scénario : Didier Bouquet-Nadaud et Bernard Revon (avec la collaboration de Claude de Givray et Michel Zemer)
- Photographie : Gérard de Battista et Jacques Loiseleux
- Assistants Réalisation : Claudine Gaubert et Philippe Troyon
- Décors : Gérard James
- Son : Bernard Rochut
- Musique : Roland Romanelli
- Montage : Georges Klotz
- Société de production : Madeleine Films
- Pays d’origine :  France
- Tournage : du 29 juin au 23 août 1979
- Durée : 95 minutes
- Date de sortie : France, 27 février 1980
- Affiche : Jouineau Bourduge (France)

## Distribution
- Bernard Brieux : Bernard
- Thomas Chabrol : Didier
- Pascale Rocard : Marie-Hélène
- Étienne Draber : le chef de maison
- Pierre Vial : Satan
- Jacques Rispal : Loin du ciel
- Sébastien Drai : Vincent
- Marcel Rouzé : un professeur
- Véronique Lindenberg : une cousine
- Laura Ferry : une cousine